# Infinity Award for Art
Le prix Infinity Award for Art, décerné depuis 1985 est l'un des prix Infinity Awards, attribué par le centre international de la photographie à New York.

## Liste des lauréats
- 1985 : David Hockney
- 1986 : Lucas Samaras
- 1987 : Robert Rauschenberg
- 1988 : Georges Rousse et Joel-Peter Witkin
- 1989 : Arnulf Rainer
- 1990 : Chuck Close
- 1991 : Duane Michals
- 1992 : Mike et Doug Starn
- 1993 : Anselm Kiefer
- 1994 : Cindy Sherman
- 1995 : Clarissa T. Sligh
- 1996 : Annette Messager
- 1997 : Christian Boltanski
- 1998 : Sigmar Polke
- 1999 : Hiroshi Sugimoto
- 2000 : Adam Fuss
- 2001 : Andreas Gursky
- 2002 : Shirin Neshat
- 2003 : Zarina Bhimji
- 2004 : Fiona Tan
- 2005 : Loretta Lux
- 2006 : Thomas Ruff
- 2007 : Tracey Moffatt
- 2008 : Edward Burtynsky
- 2009 : Rinko Kawauchi
- 2010 : Lorna Simpson
- 2011 : Abelardo Morell
- 2012 : Stan Douglas
- 2013 : Mishka Henner
- 2014 : James Welling
- 2015 : Larry Fink
- 2016 : Walid Raad